# Liegi-Bastogne-Liegi 1996
La Liegi-Bastogne-Liegi 1996, ottantaduesima edizione della corsa, valida come prova della Coppa del mondo di ciclismo su strada 1996, fu disputata il 21 aprile 1996 per un percorso di 263 km. Fu vinta dallo svizzero Pascal Richard, al traguardo in 6h58'02" alla media di 37,748 km/h.
Dei 188 corridori alla partenza furono in 53 a portare a termine la gara.

## Ordine d'arrivo (Top 10)
| Pos. | Corridore          | Squadra       | Tempo    |
| ---- | ------------------ | ------------- | -------- |
| 1    | Pascal Richard     | MG Maglificio | 6h58'02" |
| 2    | Lance Armstrong    | Motorola      | s.t.     |
| 3    | Mauro Gianetti     | Polti         | s.t.     |
| 4    | Laurent Madouas    | Motorola      | a 1'06"  |
| 5    | Fabiano Fontanelli | MG Maglificio | a 1'19"  |
| 6    | Davide Rebellin    | Polti         | a 1'22"  |
| 7    | Axel Merckx        | Motorola      | a 1'36"  |
| 8    | Richard Virenque   | Festina       | a 1'52"  |
| 9    | Rolf Sørensen      | Rabobank      | s.t.     |
| 10   | Gabriele Colombo   | Gewiss        | a 2'01"  |